# Clube de Desporto e Recreio de Moimenta da Beira
El Clube de Desporto e Recreio de Moimenta da Beira es un equipo de fútbol amateur de Portugal que juega en la Segunda División de Viseu, una de las ligas que conforman la quinta categoría de fútbol en el país.

## Historia
Fue fundado en el año 1945 en la localidad de Moimenta da Beira en el distrito de Vizeu y desde su creación pasó por las ligas regionales de Vizeu de manera desapercibida, en donde ni tan siquiera pudo participar en la Copa de Portugal.
Su principal logro lo obtuvieron cuando lograron ganar el título de la Liga Regional de Vizeu en la temporada 2013/14, lo que les permitirá jugar por primera vez en su historia en el Campeonato Nacional de Seniores.

## Palmarés
- Liga Regional de Vizeu: 2

2013/14, 2015/16

## Jugadores

### Jugadores destacados
- Nuno Binaia